# 春日博文
春日 博文（かすが ひろふみ、1954年1月25日 - ）、東京都港区青山出身のギタリスト、音楽プロデューサー。1970年代に、カルメン・マキ&OZのリーダー、ギタリストとして活動した。愛称はハチ (Hachi)。渋谷区立長谷戸小学校、渋谷区立鉢山中学校卒業。東京都立桜町高等学校中退。OZ解散後は、ギタリスト、音楽プロデューサーとして、仲井戸麗市、RCサクセション、ソウル・フラワー・ユニオンなどの活動に関わった。1980年代後半以降は、韓国・ソウルに活動の拠点を移し、ミュージシャンのプロデュースを数多く行っている。

## 来歴
- 1972年 - カルメン・マキとともにカルメン・マキ&OZ結成。
- 1977年 - カルメン・マキ&OZ解散。
- 1978年 - RCサクセションにギタリストとして参加。
- 1983年 - カルメン・マキ&OZ時代の盟友川上茂幸（B）、後にVOWWOWのボーカリストとして活躍するひとみげんき（Vo）、元スペース・サーカスの火野玉男（Dr）らと共にNOIZを結成。アルバム『NOIZ』をリリースするもすぐに解散。
- 1985年 - 仲井戸麗市、『THE仲井戸麗市BOOK』プロデュース。
- 1987年 - 韓国の打楽器に魅せられ韓国に渡る。
- 1990年 - 仲井戸麗市、『絵』プロデュース。RCサクセションにドラマーとして参加。『Baby a Go Go』プロデュース。

- 1991年 - 東京ビビンパクラブ結成。
- 1996年 - 東京ビビンパクラブデビューアルバムリリース。カン・サネ、『ピタギ』プロデュース。ソウル・フラワー・ユニオン、『エレクトロ・アジール・バップ』4曲プロデュース。カルメンマキ『UNISON』プロデュース。
- 1998年 - カン・サネ、『ヨノ』プロデュース。カルメンマキ『田舎に住みたい』プロデュース。『スプリット』2曲プロデュース。
- 1999年 - カン・サネ、5thアルバム4曲プロデュース。
- 2003年 - Hachi & TJ結成。
- 2004年 - ソウヨン『カックム』プロデュース。チョンイングォン『デスティニー』プロデュース。
- 2009年 - 日本での活動を再開。Hachi's結成。

## 著作
楽譜
- 『ウクレレ・キヨシロー 忌野清志郎ウクレレ弾き語り曲集』（春日ハチ博文、リットーミュージック、2012年6月、ISBN 978-4845620999）
- 하찌 아저씨의 우쿨렐레 교실 (씨네21북스, 2015年3月, 978-8984318786)